# NGC 500
NGC 500 es una galaxia elíptica de la constelación de Piscis. 
Fue descubierta el 6 de diciembre de 1850 por el astrónomo William Parsons.